# Rhyzobius
Rhizobius là một genus in the fungi kingdom (see Disease resistance in fruit và vegetables), as well as an obsolete name for the aphid genus Pemphigus.
Rhyzobius là một chi bọ cánh cứngs trong họ Coccinellidae

## Các loài
Some species của Rhyzobius are:
- Rhyzobius acceptus (Broun, 1880)
- Rhyzobius bassus
- Rhyzobius bipartitus
- Rhyzobius chrysomeloides (Herbst, 1792)
- Rhyzobius consors
- Rhyzobius fagus (Broun, 1880)
- Rhyzobius forestieri (Mulsant, 1853)
- Rhyzobius litura (Fabricius, 1787)
- Rhyzobius lophanthae
- Rhyzobius minutulus
- Rhyzobius oculatissimus
- Rhyzobius rarus (Broun, 1880)
- Rhyzobius suffusus
- Rhyzobius tristis
- Rhyzobius ventralis – Black Lady Beetle, Gumtree Scale Ladybird

## Hình ảnh

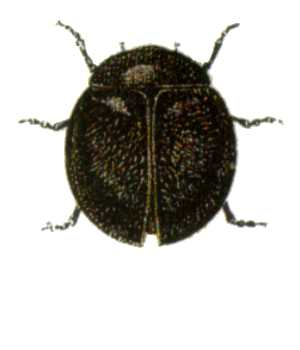
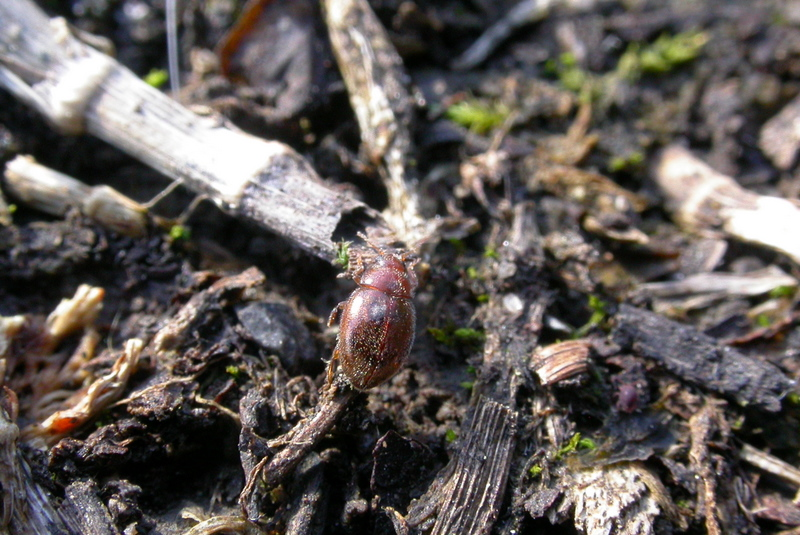
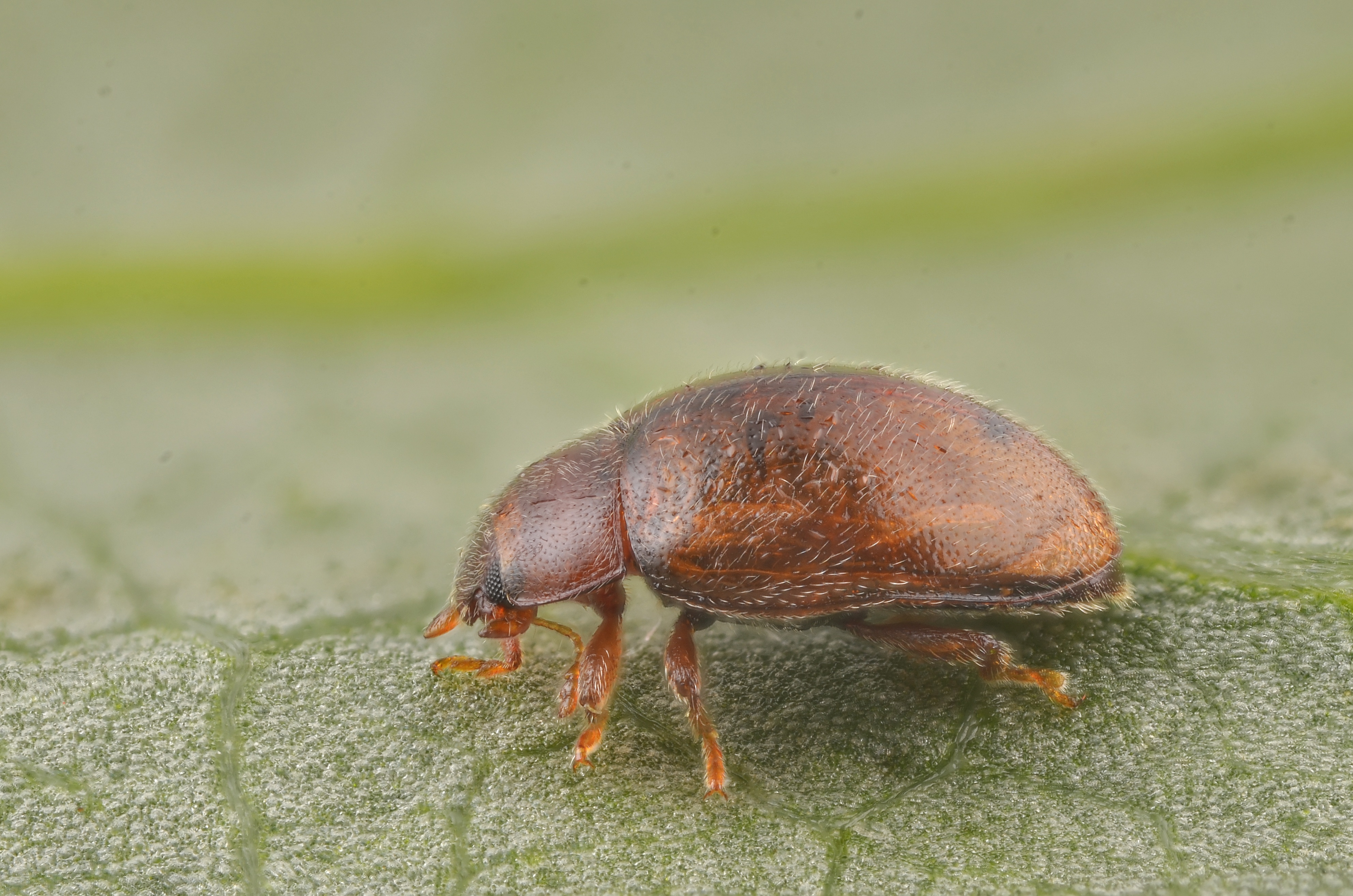